# Jaume V. Aroca
Jaume Vallés Aroca (Barcelona, 1963) és un periodista català. Va començar al diari La Vanguardia, on ha treballat en dues àrees informatives: el territori metropolità, amb informacions sobre Barcelona i la conurbació a la secció «Vivir», i la política institucional des de la secció de política del mateix diari, on ha estat cronista al Parlament de Catalunya i corresponsal a Madrid durant tres anys, coincidint amb la tramitació de l'Estatut català. És coautor de diversos treballs d'investigació sobre la «immigració del silenci», la generació migratòria que va impulsar el creixement del territori metropolità, de la qual deriva el seu interès pel capital social i patrimonial.